# Eckenweiler
Eckenweiler ist ein Stadtteil von Rottenburg am Neckar im Landkreis Tübingen in Baden-Württemberg (Deutschland).

## Geographie

### Geographische Lage
Eckenweiler liegt 13 km westlich von Rottenburg, 14 km südöstlich von Nagold und 12 km nordöstlich von Horb am Neckar am Rande des Gäus in 440 bis 510 Meter Höhe.

### Ausdehnung
Mit einer Gemarkung von 198 Hektar ist Eckenweiler der flächenmäßig kleinste Stadtteil Rottenburgs. Die Fläche wird zu 73,5 % landwirtschaftlich und zu 12,2 % forstwirtschaftlich genutzt. Die übrige Nutzung macht 0,5 % aus. Auf die Siedlungs- und Verkehrsfläche entfallen 13,3 %, und auf die Wasserfläche 0,5 %.

## Geschichte
Die Gemeinde Eckenweiler gehörte zum Landkreis Horb. Am 1. Dezember 1971 wurde sie in die Gemeinde Ergenzingen eingegliedert. Diese kam am 1. Dezember 1972 zu Rottenburg am Neckar.

## Bauwerke
Westlich von Eckenweiler befindet sich der Wasserturm von Eckenweiler mit seinem charakteristischen würfelförmigen Behälter. Noch weiter westlich befindet sich seit 1998 eine der wenigen Windkraftanlagen in diesem Gebiet in Form einer Nordex N 43 mit 60 Meter hohen Turm und 43 Metern Rotordurchmesser.

## Bevölkerung
Mit 558 Einwohnern (Stand: 31. August 2016) gehört Eckenweiler zu den kleinen Stadtteilen von Rottenburg. Allerdings errechnet sich wegen der kleinen Gemarkungsfläche von 1,98 km² eine Bevölkerungsdichte von 259 Einwohnern pro Quadratkilometer.

## Religion
Eckenweiler ist der einzige Rottenburger Stadtteil, dessen Bevölkerung überwiegend evangelisch ist. Dies rührt daher, dass der Ort nicht Teil der Grafschaft Hohenberg und somit auch nicht Teil Vorderösterreichs war. Eckenweiler gehörte zum Herzogtum Württemberg, wo 1534 durch Herzog Ulrich von Württemberg die Reformation eingeführt wurde. Pfarrkirche der evangelischen Kirchengemeinde (Kirchenbezirk Tübingen) ist die Dorfkirche von 1789.